# Comuna Kameani Potokî, Kremenciuk
Kameani Potokî (în ucraineană Кам'яні Потоки) este o comună în raionul Kremenciuk, regiunea Poltava, Ucraina, formată din satele Ciîkalivka, Kameani Potokî (reședința), Roiove și Sadkî.

## Demografie
Componența lingvistică a comunei Kameani Potokî
     Ucraineană (93,25%)
     Rusă (6,22%)
     Alte limbi (0,32%)
Conform recensământului din 2001, majoritatea populației comunei Kameani Potokî era vorbitoare de ucraineană (93,25%), existând în minoritate și vorbitori de rusă (6,22%).